# سفارة الولايات المتحدة في الدنمارك
سفارة الولايات المتحدة في الدنمارك هي أرفع تمثيل دبلوماسي لدولة الولايات المتحدة لدى الدنمارك. تقع السفارة في بلدية كوبنهاغن ‏ وهي تهدف لتعزيز المصالح الأمريكية في الدنمارك.

## وصلات خارجية
- قائمة سفارات الولايات المتحدة
- قائمة السفارات في الدنمارك